# René Trintzius
René Trintzius (* 28. Juli 1898 in Rouen, Département Seine-Maritime; † 24. Januar 1953 in Paris) war ein französischer Jurist und Schriftsteller.
Trintzius war der älteste Sohn eines Architekten. Nachdem er seine Schulzeit absolviert hatte, studierte er Rechtswissenschaften und konnte sich anschließend als Rechtsanwalt niederlassen. Bereits während seines Studiums gelangen ihm erste literarische Versuche. Erfolgreich waren seine Theaterstücke, welche in Paris an den Bühnen des Théâtre l'Œuvre und der Comédie Française ihre Premieren feierten.
Durch diese Theaterstücke wurde der Schriftsteller André Gide auf Trintzius aufmerksam und förderte ihn. Schlussendlich war aber Trintzius kein nachhaltiger Erfolg beschieden. Er starb, von Literaturkritik und Publikum  vergessen, 54-jährig in Paris.

## Rezeption
Ab 1934 veröffentlichte Trintzius keine belletristischen Werke mehr. Er beschäftigte sich fast ausschließlich mit der Philosophie der Aufklärung und publiziert dazu einige Sachbücher. Nach der Besetzung Frankreichs im Zweiten Weltkrieg durch die Deutschen kamen die Werke von René Trintzius – allen voran sein „Deutschland“ – auf den Index.
Sein Werk „Deutschland“ steht in der Nähe von Franz Kafkas „Amerika“ und galt bei seinem Erscheinen als Gegenstück zu Yvan Golls „Sodom Berlin“.

## Werke (Auswahl)
Belletristik
- Le soleil du père. Gallimard, Paris 1927.
- La rose des vents. Gallimard, Paris 1929.
- Deutschland. Gallimard, Paris 1929
  - deutsche Übersetzung: Deutschland. Übersetzt von Barbara Romeiser. Fourier, Wiesbaden 2003, ISBN 3-932412-42-7.
- Fin et commencement. Gallimard, Paris 1932.
- La bête écarlate. Gallimard, Paris 1934.

Theaterstücke
- Poudre d'or. Conte en trois actes. Gallimard, Paris 1928.
- le septième jour. Gallimard, Paris 1931.
- La vie privée de Jean-Jacques Rousseau. Hachette, Paris 1946.
- Au seuil du monde invisible. Nouveau traite de métaphysique. Edition „Omnium litteraire“, Paris 1951.
- La grande peur. Athéna, Paris 1946.

Sachbücher
- Jacques Cazotte ou le XVIII siècle inconnu. Matérialisme et spiritualisme. Athéna, Paris 1944.
- Charlotte Corday. 1768–1793. Hachette, Paris 1947.
- John Law et la naissance du dirigisme. SFELT, Paris 1950.